# Ptychanthus
Ptychanthus là một chi rêu trong họ Lejeuneaceae.